# Droga wojewódzka 587
Die Droga wojewódzka 587 (DW587) ist eine 700 Meter lange, innerstädtische Droga wojewódzka (Woiwodschaftsstraße) in der polnischen Woiwodschaft Masowien. Die Strecke liegt im Powiat Warszawski Zachodni (Powiat Warschau West).

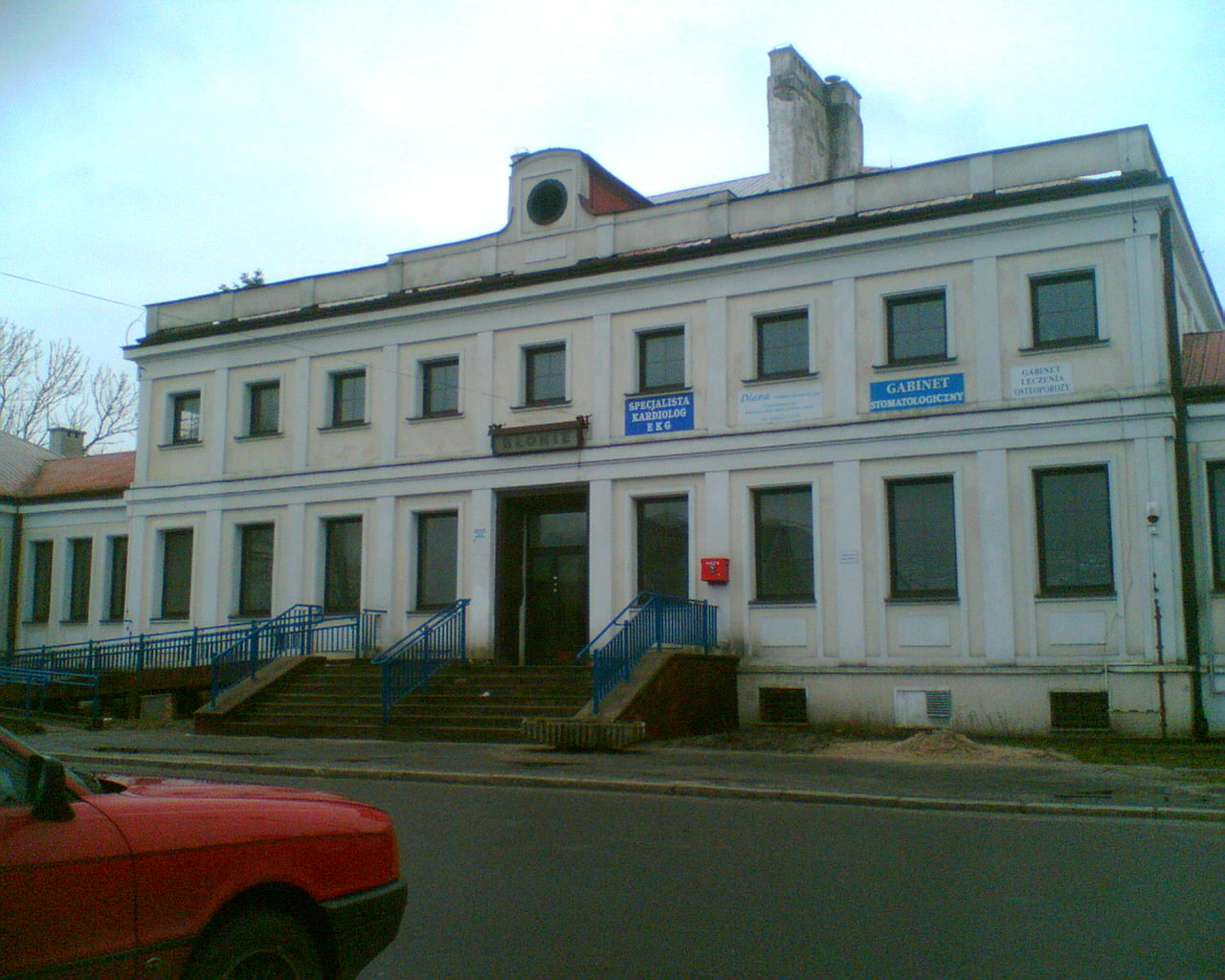
Bahnhof in Błonie

Sie zweigt in Błonie von der DW579 (Leszno–Grodzisk Mazowiecki) in westlicher Richtung ab und erreicht nach etwa 250 Metern den Vorplatz der Bahnstation des Orts an der Bahnstrecke Warschau–Berlin. Als Innerortsstraße trägt sie den Namen ‚ulica Kolejowa‘ (Eisenbahnstraße). Auch im weiteren Verlauf ist sie als Woiwodschaftsstraße ausgewiesen.

## Streckenverlauf
Woiwodschaft Masowien, Powiat Warszawski Zachodni
-  Błonie (DW579)
-  Błonie, Bahnstation (Bahnstrecke Warschau–Berlin)